# 弗洛雷斯縣
弗洛雷斯縣（西班牙語：Cantón de Flores），是哥斯達黎加的縣份，位於該國中北部，由埃雷迪亞省負責管轄，首府設於聖華金，面積6.96平方公里，海拔高度1,082米，2011年人口20,037人，人口密度每平方公里2,878.88人。